# Donaudampfschiffahrtselektrizitätenhauptbetriebswerkbauunterbeamtengesellschaft
 (slovensko Zveza podrejenih uradnikov glavne upravne pisarne električnih služb Donavskih parnikov) je bila manjša organizacija v predvojnem Dunaju (Avstrija), ki je bila podrejena Donaudampfschiffahrtsgesellschaft (DDSG), ladijskemu podjetju za transport potnikov in tovora po Donavi. DDSG obstaja še danes v obliki dveh podjetij DDSG-Blue Danube Schiffahrt GmbH (potniški promet) in DDSG-Cargo GmbH (tovorni promet).
Glede na Guinnessovo knjigo rekordov je ta beseda z 79 črkami najdaljša v nemščini.
Glede na nemško reformo pravopisa se Schiffahrt zapiše s tremi f, tako da je pravilni sodobni zapis z 80 črkami: Donaudampfschifffahrtselektrizitätenhauptbetriebswerkbauunterbeamtengesellschaft.